# Айдин Муягич
Айдин Муягич (босн. Ajdin Mujagić; нар. 3 січня 1998, Тесань, Боснія і Герцеговина) — боснійський футболіст, нападник сараєвського «Желєзнічара».

## Клубна кар'єра
Айдин Муягич народився 3 січня 1998 року в місті Тесань. Вихованець молодіжних академій клубів «Борац» (Єлаг) та «Желєзнічар» (Сараєво). У 2015 році був переведений до першої команди «Желєзнічара». У Прем'єр-лізі Боснії і Герцеговини дебютував 25 жовтня 2015 року в переможному (4:0) домашньому поєдинку 13-го туру проти «Челіка» (Зениця). Айдин вийшов на поле на 77-ій хвилині замість Зорана Кокота. На даний час у боснійському чемпіонаті зіграв 11 матчів та відзначився 2-ма голами.

## Кар'єра в збірній
З 2014 року викликався до юнацької збірної Боснії і Герцеговини U-17. Дебютував у складі юних боснійців 23 жовтня 2014 року в переможному (1:0) виїзному поєдинку проти однолітків зі Швейцарії. Муягич вийшов на поле на 60-ій хвилині, замінивши Амара Сульїча. Єдиним голом у футболці юнацької збірної Боснія і Герцеговина U-17 відзначився 25 жовтня 2014 року в програному (1:4) виїзному поєдинку проти однолітків з Бельгії. Айдин вийшов у стартовому складі та відіграв увесь матч.
Згодом викликався до юнацьких збірних й старших вікових груп, U-18 та U-19.

## Досягнення
- Прем'єр-ліга (Боснія і Герцеговина)
  -  Срібний призер (1): 2016/17